# 多文化的個別主義
多文化的個別主義（たぶんかてきこべつしゅぎ、multicultural particularism）とは、すべての人に共通する文化は望ましくない、あるいは不可能であるという信念である。歴史家であり教育者でもあるen:Diane Ravitchは、多文化主義を論じる際、彼女が「多元主義的」と呼ぶものと「個別主義的」と呼ぶものを区別し、他の書き手はしばしばこの区別を曖昧にしたり無視したりしていると批判している。
アメリカの教育における多文化主義についての長いエッセイのなで、Ravitchは多文化的多元主義の包括性を称揚する一方で、多文化的個別主義にみられる複数の欠点や失敗を非難している。